# 麗しの娼館
麗しの娼館（うるわしのしょうかん、The Ranch）は2004年のアメリカ映画。
劇場未公開作品で、元々TVムービー用で作った作品。娼館で働く娼婦たちのそれぞれの悩み、葛藤、喜びなど描いた群像劇。
別題は、ダイヤモンド・ランチ　女の花園。

## スタッフ
- 監督：スーザン・シーデルマン
- 製作総指揮：ロジャー・バーンバウム、スチュアート・バーンバウム、リサ・メラムド
- 脚本：リサ・メラムド
- 音楽：ネイサン・ラーソン

## キャスト
- ジェニファー・アスペン
- ジェシカ・コリンズ
- サマンサ・フェリス
- ニッキー・ミショー
- ペイジ・モス
- カーリー・ポープ
- エイミー・マディガン